# Ramón Rodríguez Familiar
José Cipriano Gerardo Francisco de Asís Rodríguez Familiar, más conocido como Ramón Rodríguez Familiar (Santiago de Querétaro, 26 de septiembre de 1898-Ciudad de México, 23 de noviembre de 1986), fue un militar y radioaficionado mexicano que se desempeñó como gobernador de Querétaro entre el 1 de octubre de 1935 al 30 de septiembre de 1939. 
Nació el 26 de septiembre de 1898 en la casa frente a la puerta del antiguo Palacio de Gobierno, en la actual calle Madero de la Ciudad de Querétaro. Siendo un niño pequeño se metía a jugar al palacio y, en una ocasión, fue descubierto por el gobernador Francisco González de Cosío debajo de su escritorio. Treinta años después volvería Ramón Rodríguez a aquella oficina, ahora como gobernador.

## Militar
Al mostrar inclinación por la carrera militar, su padre se opuso por no querer que Ramón sirviera al Porfiriato. Al estallar la Revolución en 1910, cambió de opinión y permitió a su hijo ingresar al Colegio Militar. En 1914 Ramón Rodríguez pasó como soldado al Ejército Constitucionalista, bajo el mando del general Francisco Coss. Se le acreditan 43 hechos de armas entre 1914 y 1923 en Puebla, Atlixco, Michoacán y Tehuantepec. En los años veinte, colaboró con el general Abelardo L. Rodríguez para arrojar de Baja California al coronel Esteban Cantú. Como gobernador de aquel estado (entonces Territorio), Abelardo Rodríguez nombró al general Ramón Rodríguez como su secretario particular. En 1932, ya como presidente, designó al queretano como subjefe primero y posteriormente jefe del Estado Mayor.

## Gobernador
Al regresar a Querétaro en 1935, es candidato a suceder a Saturnino Osornio, gobernador arbitrario y antipopular (la población bajó de 60,000 a solo 35,000 habitantes en 4 años). Es por estas fechas que la suerte le favorece y gana el premio mayor de la Lotería Nacional. Gracias a la bonanza económica, Ramón Rodríguez inicia su campaña política en medio de amenazas y provocaciones de la gente de Osornio. Las relaciones entre gobernador y candidato se rompieron definitivamente un día en que Rodríguez Familiar y su comitiva estaban de cacería en Colón. Alguien los previno de una emboscada para matar al general con licencia. Tras una estruendosa balacera a la que respondieron con ametralladoras, los agredidos salieron ilesos.
Ya como gobernador, Ramón Rodríguez revirtió muchas políticas de Osornio: detuvo las persecuciones políticas y religiosas, reabrió el Colegio Civil (precursor de la Universidad Autónoma de Querétaro), repartió tierras en los valles de San Juan y Querétaro, restableció los Juzgados civil y penal, y fue desconociendo uno a uno a los diputados y presidentes municipales que seguían obedeciendo a Osornio. En la Ciudad de Querétaro se creó el Mercado Escobedo (reubicado 25 años después) y el Estadio Municipal. El camino a la Ciudad de México se convirtió en carretera de terracería. Con estos cambios, regresó la mitad de la población que se había ido.

## Comandante
Tras haber mejorado el gobierno y el prestigio de Querétaro, Ramón Rodríguez entrega la gubernatura, se reincorpora al ejército y asiste a diversos frentes de batalla en la Segunda Guerra Mundial. Al concluir esta, es designado representante de México en el desfile de la victoria en Londres junto a los generales Eulogio Ortiz y José Beltrán. Luego ocupó diversos puestos en la Secretaría de la Defensa Nacional: director de personal, intendente general del Ejército, director de pensiones y comandante de las zonas militares de Aguascalientes y Puebla. Le fueron concedidas las condecoraciones de Perseverancia, la Cruz de Guerra, el Voto de Confianza y Simpatía y la medalla al Mérito Revolucionario.

## Empresario
Entusiasta radioaficionado, a fines de los años cuarenta estableció en la Ciudad de Querétaro las primeras dos estaciones comerciales de radio, XENA (1450 AM) y XEJX (1250 AM), las cuales siguen transmitiendo en la actualidad y fueron propiedad de sus descendientes hasta principios del siglo XXI.
El general Ramón Rodríguez Familiar falleció en el Hospital Militar de la Ciudad de México el 23 de noviembre de 1986. Como homenaje a su memoria, lleva su nombre una avenida de la capital queretana, la cual corre de Avenida de los Arcos hasta Avenida Universidad.